# 渡会勝義
渡会 勝義（わたらい かつよし、1945年 - ）は、日本の経済学者。早稲田大学名誉教授（政治経済学術院）。専門は経済学史。

## 人物
東京外国語大学イタリア科卒業。伊東光晴に師事。1971年一橋大学大学院経済学研究科修士修了。指導教官は都留重人。
明治学院大学教授を経て、1995年から永井義雄の後任として一橋大学社会科学古典資料センター教授。2000年同退任。後任は山崎耕一。同年早稲田大学政治経済学部教授。2004年早稲田大学政治経済学術院教授。2016年定年退職。
デヴィッド・リカードウの経済思想研究やマルサス主義の研究、特に貧困問題を扱い、経済学史学会幹事、マルサス学会監事等を務める。

## 著書

### 単著
- 『マルサスの経済思想における貧困問題』（一橋大学社会科学古典資料センター、1997年）
- 『デイヴィド・リカードウの救貧論と貯蓄銀行』（一橋大学社会科学古典資料センター、2000年）

### 訳書
- モーリス・ドップほか『七〇年代の資本主義：国際シンポジウム』（中村達也・永井進と共訳、新評論、1972年）
- A.ロンカッリア『スラッファと経済学の革新』（日本経済新聞社、1977年）
- ルイジ・L.パシネッティ『構造変化と経済成長：諸国民の富の動学に関する理論的エッセイ』（日本評論社、1983年）
- サミュエル・ホランダー『古典派経済学：スミス、リカードウ、ミル、マルクス』（千賀重義・服部正治と共訳、多賀出版、1991年）
- 都留重人『制度派経済学の再検討』（中村達也・永井進と共訳、岩波書店、1999年）
- L.L. パシネッティ『ケインズとケンブリッジのケインジアン：未完の「経済学革命」』（監訳、内藤敦之・黒木龍三・笠松学訳、日本経済評論社、2017年）